# جاكي جايدا
جاكي جايدا (بالإنجليزية: Jackie Gayda)‏ هي مديرة (مصارعة محترفة) أمريكية، ولدت في 3 نوفمبر 1981 في سترونغسفيل في الولايات المتحدة.

## وصلات خارجية
- جاكي جايدا على موقع CageMatch worker (الإنجليزية)
- جاكي جايدا على موقع عالم المصارعة على الإنترنت (الإنجليزية)
- جاكي جايدا على موقع عالم المصارعة على الإنترنت (الإنجليزية)

- جاكي جايدا على موقع IMDb (الإنجليزية)
- جاكي جايدا على موقع قاعدة بيانات الفيلم (الإنجليزية)
- جاكي جايدا على موقع كينوبويسك (الروسية)